# Edmund Clarence Stedman
Edmund Clarence Stedman (Hartford, 8 de outubro de 1833 – Nova Iorque, 18 de janeiro de 1908), foi um poeta, crítico literário e ensaísta estadunidense.

## Biografia
Seu pai, o major Edmund Burke Stedman, morreu de tuberculose dois anos depois do seu nascimento, em dezembro de 1835. Na primavera seguinte, sua mãe, Elizabeth Clementine Stedman, mudou com menino e seu irmão mais novo para Plainfield, Nova Jersey, para morar com seu pai rico, David Low Dodge. Dodge, um calvinista e pacifista, era severo, não queria usar suas finanças para sustentar seus netos e muitas vezes punia fisicamente os meninos por mau comportamento. Sra. Stedman vendeu poemas e histórias para revistas, incluindo Graham's Magazine, Sartain's Magazine, The Knickerbocker e Godey's Lady's Book para ter renda. Eventualmente, as crianças foram acolhidas por seu avô paterno, Griffin Stedman, e seu irmão James em Norwich, Connecticut.
Stedman estudou dois anos na Universidade de Yale; tornou-se jornalista na cidade de Nova York, na equipe do Tribune and World, para o qual foi o último jornal serviu como correspondente de campo durante os primeiros anos da Guerra Civil. E foi membro da Bolsa de Valores de Nova York em Wall Street de 1865 a 1900. Seu primeiro livro, Poemas, Lírico e Idílico, apareceu em 1860, seguido por volumes sucessivos de caráter semelhante e por edições coletadas de seus versos em 1873, 1884 e 1897. Seus poemas mais longos são Alice de Monmouth: um Idyl da Grande Guerra (1864); The Blameless Prince (1869), uma alegoria de boas ações, supostamente remotamente sugerida pela vida do Príncipe Albert; e uma elaborada ode comemorativa sobre Nathaniel Hawthorne, lida perante a Harvard Phi Beta Kappa Society em 1877.
Uma atmosfera idílica é a característica predominante de suas peças mais longas, enquanto o tom lírico nunca está ausente de suas canções, baladas e poemas de reflexão ou fantasia. Como editor, publicou um volume de Cameos de Walter Savage Landor (com Thomas Bailey Aldrich, 1874); uma grande Biblioteca de (seleções) Literatura Americana (com Ellen M Hutchinson, 11 vols, 1888-1890); uma Antologia Vitoriana (1895); e uma Antologia Americana, 1787-1899 (1900); os dois últimos volumes sendo auxiliares a um estudo crítico detalhado e abrangente em prosa de todo o corpo da poesia inglesa de 1837 e da poesia americana do século XIX.
Este estudo apareceu em capítulos separados na Scribner's Monthly (que fechou em 1881 e foi relançada no mesmo ano da Century Magazine) e foi reeditada, com ampliações, nos volumes intitulados Victorian Poets (1875; continuou até o ano do Jubileu na edição de 1887) e Poetas da América (1885), as duas obras que formam o corpo de crítica literária mais simétrico já publicado nos Estados Unidos. Seu valor é aumentado pelo tratado The Nature and Elements of Poetry (Boston, 1892), uma obra de grande visão crítica, bem como de conhecimento técnico.
Stedman editado, com Ellen M. Hutchinson, A Library of American Literature (onze volumes, 1888-90); e, com George E. Woodberry, as Obras de Edgar Allan Poe (dez volumes, 1895). Após a morte de James Russell Lowell, Stedman ocupou talvez o lugar de liderança entre os poetas e críticos americanos. Em 1876, ele foi um dos vários poetas que foram gentilmente ridicularizados por Bayard Taylor em sua paródia em verso The Echo Club and Other Literary Diversions.
Em 1904, Edmund Clarence Stedman foi um dos primeiros sete escolhidos para ser membro da Academia Americana de Artes e Letras.
 

Além de suas realizações literárias, Stedman buscou empreendimentos científicos e técnicos. Em 1879, propôs uma dirigível rígido inspirada na anatomia de um peixe, com uma estrutura de aço, bronze, ou cobre tubagem e um hélice montada na nave, mais tarde alterado para um motor com duas hélices em suspensão sob a estrutura. A aeronave nunca foi construída, mas seu design prenunciou o dos dirigíveis das primeiras décadas do século XX.